# Павловщина (Карловский район)
Павловщина (укр. Павлівщина) — село,
Максимовский сельский совет,
Карловский район,
Полтавская область,
Украина.
Код КОАТУУ — 5321683406. Население по переписи 2001 года составляло 9 человек.

## Географическое положение
Село Павловщина находится на одном из истоков реки Тагамлык.
На расстоянии в 0,5 км расположено село Владимировка, в 1 км — село Максимовка.
Рядом проходит автомобильная дорога Т-1722.

## Экономика
- Овце-товарная ферма.